# 格施萬德特山

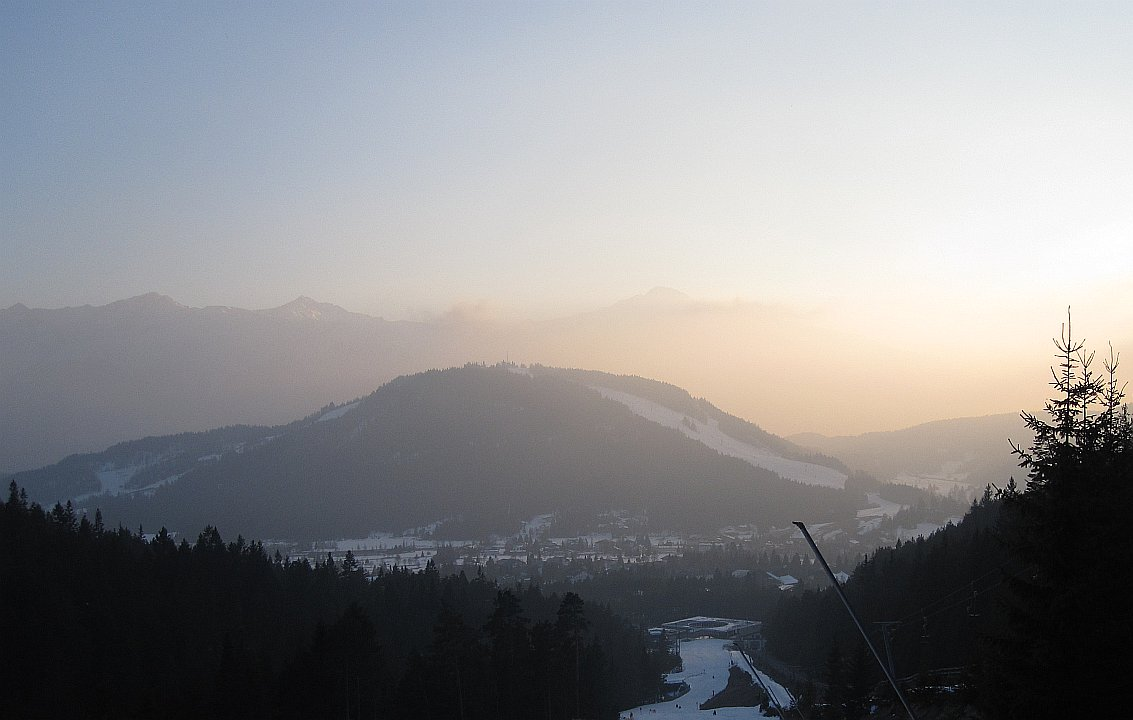

47°18′50″N 11°10′44″E / 47.31389°N 11.17889°E
格施萬德特山（德語：Gschwandtkopf），是奧地利的山峰，位於該國西部，由蒂羅爾州負責管轄，屬於米耶明山脈的一部分，處於蒂羅爾州塞費爾德以南，海拔高度1,495米。